# Kraken

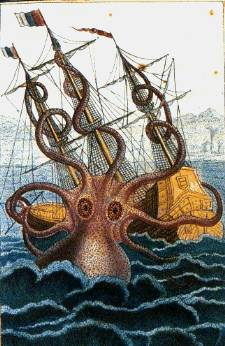
Obří hlavonožec údajně spatřený u pobřeží Angoly (podle vyprávění francouzských námořníků nakreslil roku 1801 Pierre Denys de Montfort)

Kraken je bájný obří hlavonožec schopný potápět celé lodě. Podle některých zpráv býval spatřen u pobřeží Norska a Islandu. Příběhy o této obrovské mořské příšeře s mnoha chapadly kolovaly mezi námořníky od pradávna, první písemné zprávy o krakenovi pocházejí od bergenského biskupa Erika Pontoppidana z poloviny 18. století. Přestože námořníci znali dobře chobotnice a další hlavonožce s chapadly, považovali krakena za odlišný druh především proto, že byl podstatně větší.

## Historie

### Severská mytologie a biskup Pontoppidan
Jméno kraken se v žádné ze severských ság neobjevilo, byla v nich ale popisována podobná mořská stvoření - hafgufa a lyngbakr. Pozdější zápisky biskupa Pontoppidana krakena označují jako zvíře „velikosti plovoucího ostrova“, jehož nebezpečí pro mořeplavce není ani tak ve stvoření samotném, jako spíše ve vodním víru, který způsobuje svým rychlým ponořením do hlubin oceánu. Dále Pontoppidan popsal ničivou sílu, kterou je kraken schopen vyvinout: „Říká se, že může popadnout i tu největší válečnou loď a ji stáhnout na dno oceánu.“ Kraken se lišil i od mořských hadů, kteří jsou také součástí severské mytologie. Podle Pontoppidana norští rybáři často riskovali a pokoušeli se nad krakenem lovit ryby, protože to zpravidla vedlo k úspěchu. Pokud měl rybář neobvykle úspěšný lov, říkávalo se „Ty jsi určitě rybařil nad krakenem.“ Pontoppidan dále tvrdí, že příšera byla často zaměňována s ostrovem a že některé mapy zakreslující ostrovy viditelné pouze příležitostně ve skutečnosti zobrazují krakeny. Říká také, že jeden mladý kraken byl po smrti vyplaven na pobřeží v norské oblasti Alstahaug.
Od 18. století byl kraken zobrazován řadou způsobů, nejčastěji však jako obří příšera podobná chobotnici, a řada lidí byla přesvědčena, že Pontoppidanův kraken byl založen na pozorováních velkých chobotnic námořníky. V dřívějších popisech bylo však toto stvoření zobrazováno spíše jako krab a více než chobotnicím byl podobný velrybám. Některé z krakenových činů, mezi které patřilo probublávání z moře a náhlá vynoření nových ostrůvků, jsou připisovány podmořské sopečné aktivitě v okolí Islandu.
Někdy se také kraken spojuje s Atlantidou. Prý byl obyvateli tohoto mytického ostrova záhadně vytvořen a používán jako obranná zbraň. Nemusela to také být jen živá nestvůra, nýbrž i stroj, loď. Kraken poté údajně zahynul spolu s Atlantidou.

### Montfortovy teorie
V roce 1802 vyslovil francouzský mořský biolog Pierre Denys de Montfort ve svém encyklopedickém díle o měkkýších Histoire Naturelle Générale et Particulière des Mollusques přesvědčení o existenci dvou druhů obřích chobotnic: první druh, chobotnice kraken (angl. kraken octopus), byl spatřen norskými námořníky, americkými velrybáři a také Pliniem starším. Druhý zástupce, mnohem větší chobotnice obří (angl. colossal octopus), údajně napadl plachetnici z přístavu Saint-Malo u pobřeží Angoly.
O něco později se Montfort odvážil vystoupit s odvážným tvrzením: předpokládal, že deset britských válečných plavidel, která během jedné noci roku 1782 záhadně zmizela, muselo být potopeno právě obřími chobotnicemi. Naneštěstí pro Montforta, Britové věděli, co se s loďmi ve skutečnosti stalo, což pro něj mělo velmi neblahé následky. Pověst Denise de Montforta šla rychle ke dnu a Montfort zemřel v Paříži kolem roku 1820 v chudobě a zapomnění. Na jeho obranu je třeba zmínit, že řada z jeho teorií o chobotnici krakenovi nejspíše směřovala ke krakatici, jejíž existence byla prokázána v roce 1857.

## Současnost
Poté, co bylo krátce po sobě několik mrtvých „krakenů“ vyplaveno na břeh, se o něj začali vědci zajímat. Kraken byl označen za nový živočišný druh: krakatici obrovskou, která dodnes zůstává jedním z nejzáhadnějších obřích živočichů na Zemi. Mnoho let se vědci snažili pozorovat krakatice v jejich přirozeném prostředí, pokusy však většinou ztroskotaly. I když řada lidí krakatice spatřila, většinou šlo o námořníky nebo rybáře. Živá setkání s tímto tvorem proto zůstávala vědecky nepotvrzená. Záznam živé krakatice se získat nedařilo, všechna fakta o těchto hlavonožcích pocházela z jejich mrtvých těl.
V září 2004 se japonským vědcům konečně podařilo pod vodou krakatici nalákat na návnadu a pořídit přes 500 snímků. Poté se krakatici podařilo uprchnout, k návnadě však zůstalo přichyceno její utržené 5,5 m dlouhé chapadlo. Stále nebylo zjištěno, jaké velikosti mohou krakatice v přírodě dorůst. Podle jizev vorvaňů se předpokládá, že mohou být rozhodně podstatně větší než kterýkoli z mrtvých exemplářů vyplavených mořem - odhady se pohybují mezi 10 a 18 m.
V současnosti je za největšího hlavonožce považován Kalmar Hamiltonův (Mesonychoteuthis hamiltoni), který žije v antarktických mořích.

## V populární kultuře
Alfred Tennyson zveřejnil, pravděpodobně ovlivněn Montfortovým výzkumem, v roce 1830 svůj sonet Kraken (angl. The Kraken). Tennysonův popis nejspíš inspiroval také Julese Verna při popisování obří chobotnice v románu Dvacet tisíc mil pod mořem z roku 1870. Verne zde mimo jiné často zmiňuje krakena a biskupa Pontoppidana.
Kraken se také objevil ve filmu Piráti z Karibiku: Truhla mrtvého muže.

## Galerie

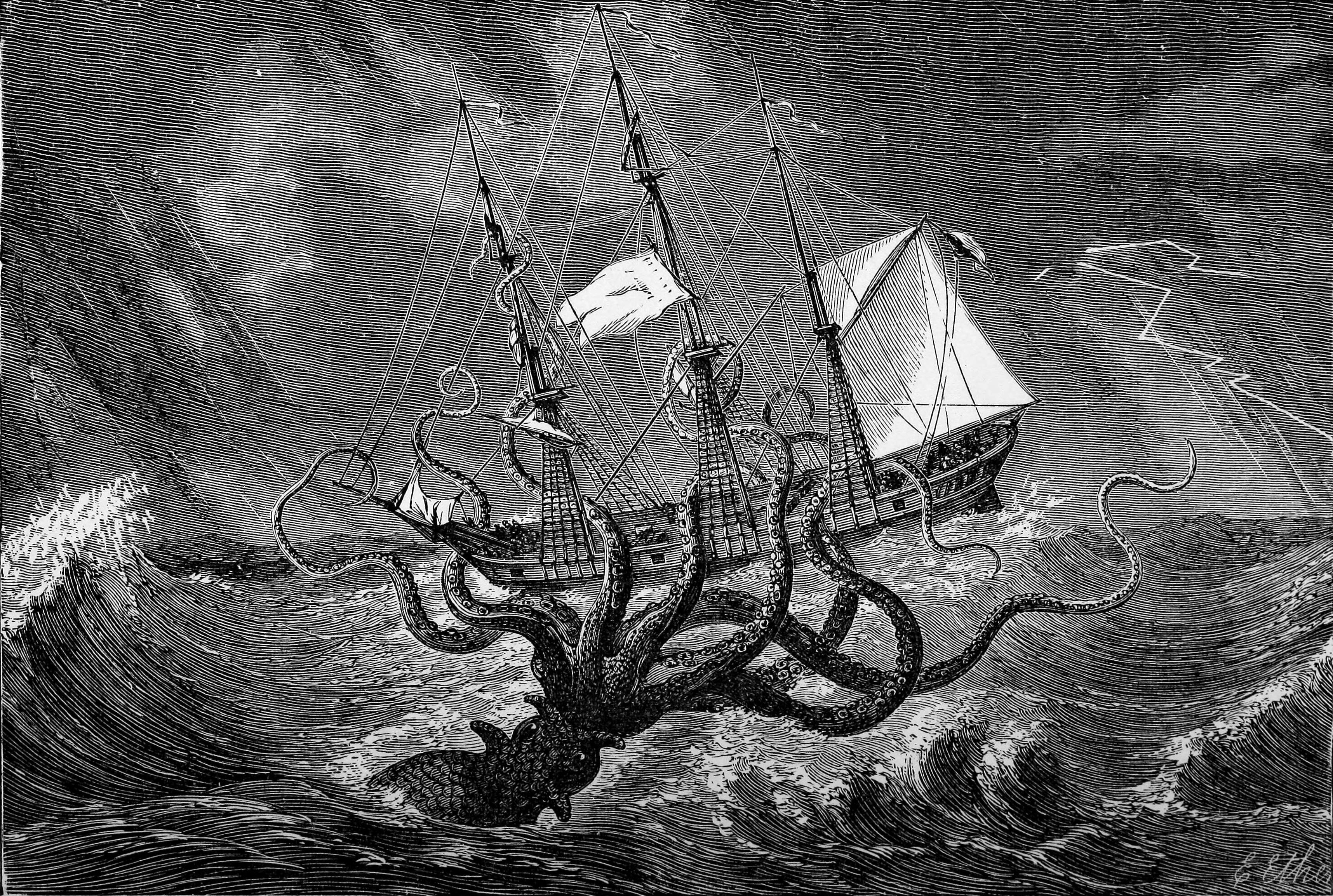
Kraken uchvacuje loď
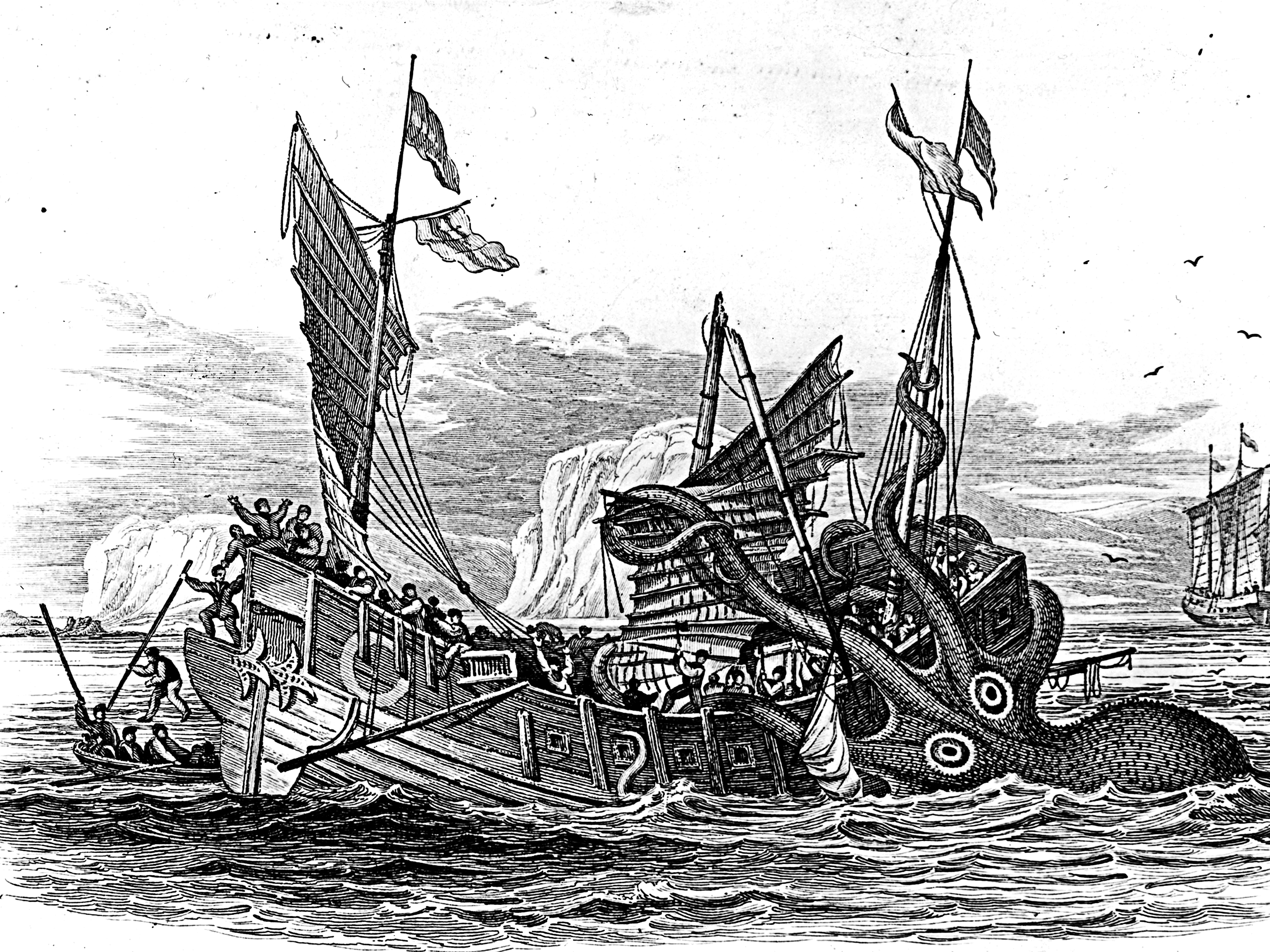
Velké oči krakena útočícího na loď
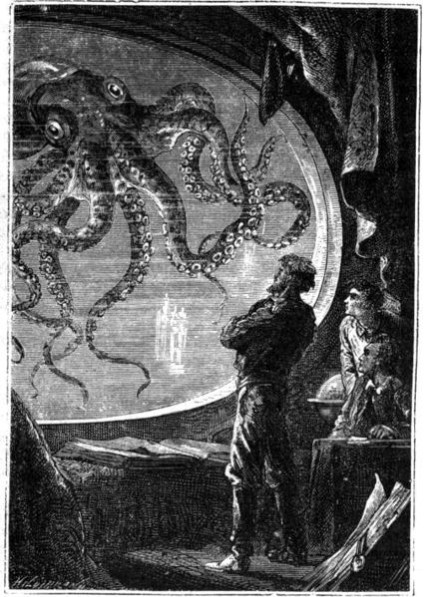
Chobotnice z románu Dvacet tisíc mil pod mořem